# Ťüan-čcheng
Ťüan-čcheng (čínsky pchin-jinem Juànchéng, znaky 鄄城) je okres v městské prefektuře Che-ce v provincii Šan-tung v Čínské lidové republice. Rozloha okresu je 1 041 čtverečních kilometrů a v roce 2010 v něm žilo 722 tisíc obyvatel.

## Historie
V období Jar a podzimů území okresu náleželo ke státu Wej, v období Válčících států oblast ovládal stát Čchi. V říší Západní Chan zde vznikl okres Ťüan-čcheng. Za říše Wej (v období Tří říší) zde vznikl ještě okres Čcheng-jang (城阳).
Počátkem tchangského státu se na území okresu nalézaly okresy Ťüan-čcheng a Lej-ce (雷泽) a od roku 621 ještě okres Lin-pchu (临濮). Od roku 621 podléhaly správě kraje Pchu-čou (濮州, jeho administrativa sídlila v Ťüan-čchengu), v letech 642–652 přejmenovaného na komandérii Pchu-jang (濮陽).
V mingské době, roku 1369, byl okres Ťüan-čcheng zrušen a jeho území přešlo pod bezprostřední správu kraje. Roku 1451 byl Ťüan-čcheng poničen povodněmi a krajský správce přesídlil na západní břeh Žluté řeky (na území dnešní provincie Che-nan). Za Čchingů byl kraj Pchu-čou od roku 1730 přímo podřízen provinčním šantungským úřadům, od roku 1735 neměl ve své sestavě žádný podřízený okres a přešel pod správu prefektury Cchao-čou.
Roku 1913 byl kraj Pchu-čou reorganizován v okres Pchu. Roku 1931 byl okres rozdělen - na území ležícím východně od Žluté řeky vznikl okres Ťüan-čcheng, už roku 1936 opět připojený k okresu Pchu, ale roku 1940 obnovený.
Po vzniku Čínské lidové republiky byl okres Ťüan-čcheng zařazen do zvláštní oblasti Che-ce (v provincii Pching-jüan, od roku 1952 v provincii Šan-tung), roku 1969 reorganizované v prefekturu a roku 2001 v městskou prefekturu.